# Dermatolepis striolata
Dermatolepis striolata är en fiskart som först beskrevs av Playfair, 1867.  Dermatolepis striolata ingår i släktet Dermatolepis och familjen havsabborrfiskar. IUCN kategoriserar arten globalt som otillräckligt studerad. Inga underarter finns listade i Catalogue of Life.